# 位置算符
在量子力學裏，位置算符（position operator）是一種量子算符。對應於位置算符的可觀察量是粒子的位置。位置算符的本徵值是位置向量。採用狄拉克標記，位置算符 {\displaystyle {\hat {x}}} 的本徵態 {\displaystyle |x\rangle } 滿足方程式
{\displaystyle {\hat {x}}|x\rangle =x|x\rangle } ；
其中，{\displaystyle x} 是本徵值，是量子態為 {\displaystyle |x\rangle } 的粒子所處的位置，{\displaystyle x} 只是一個數值。

## 位置空間表現
設定量子態 {\displaystyle |\Psi \rangle ={\hat {x}}|\psi \rangle } 。量子態 {\displaystyle |\Psi \rangle } 、{\displaystyle |\psi \rangle } 的位置空間表現，即波函數，分別定義為
{\displaystyle \Psi (x)\ {\stackrel {def}{=}}\ \langle x|\Psi \rangle } 、
{\displaystyle \psi (x)\ {\stackrel {def}{=}}\ \langle x|\psi \rangle } 。
在位置空間裡，定義算符 {\displaystyle {\hat {\mathfrak {x}}}} 為
{\displaystyle {\hat {\mathfrak {x}}}\psi (x)\ {\stackrel {def}{=}}\ x\psi (x)} 。
在位置空間裡，使用連續本徵態 {\displaystyle |x'\rangle } 所組成的基底，任意量子態 {\displaystyle |\psi \rangle } 展開為
{\displaystyle |\psi \rangle =\int _{-\infty }^{\infty }\mathrm {d} x'\ |x'\rangle \langle x'|\psi \rangle } 。
將量子算符 {\displaystyle {\hat {x}}} 作用於量子態 {\displaystyle |\psi \rangle } ，可以得到
{\displaystyle {\hat {x}}|\psi \rangle ={\hat {x}}\int _{-\infty }^{\infty }\mathrm {d} x'\ |x'\rangle \langle x'|\psi \rangle =\int _{-\infty }^{\infty }\mathrm {d} x'\ x'|x'\rangle \langle x'|\psi \rangle =\int _{-\infty }^{\infty }\mathrm {d} x'\ x'\psi (x')|x'\rangle =\int _{-\infty }^{\infty }\mathrm {d} x'\ {\hat {\mathfrak {x}}}\psi (x')|x'\rangle } 。
應用狄拉克正交歸一性，{\displaystyle \langle x|x'\rangle =\delta (x-x')} ，這方程式與左矢 {\displaystyle \langle x|} 的內積為
{\displaystyle \langle x|{\hat {x}}|\psi \rangle =\int _{-\infty }^{\infty }\mathrm {d} x'\ {\hat {\mathfrak {x}}}\psi (x')\langle x|x'\rangle =\int _{-\infty }^{\infty }\mathrm {d} x'\ {\hat {\mathfrak {x}}}\psi (x')\delta (x-x')={\hat {\mathfrak {x}}}\psi (x)} 。
量子態 {\displaystyle |\Psi \rangle } 的展開式為
{\displaystyle \Psi \rangle =\int _{-\infty }^{\infty }\mathrm {d} x'\ |x'\rangle \langle x'|\Psi \rangle =\int _{-\infty }^{\infty }\mathrm {d} x'\ \Psi (x')|x'\rangle } 。
應用狄拉克正交歸一性，這方程式與左矢 {\displaystyle \langle x|} 的內積為
{\displaystyle \langle x|\Psi \rangle =\int _{-\infty }^{\infty }\mathrm {d} x'\ \Psi (x')\langle x|x'\rangle =\int _{-\infty }^{\infty }\mathrm {d} x'\ \Psi (x')\delta (x-x')=\Psi (x)} 。
所以，兩個波函數 {\displaystyle \Psi (x)} 、{\displaystyle \psi (x)} 之間的關係為
{\displaystyle \Psi (x)={\hat {\mathfrak {x}}}\psi (x)} 。
總結，位置算符 {\displaystyle {\hat {x}}} 作用於量子態 {\displaystyle |\psi \rangle } 的結果 {\displaystyle |\Psi \rangle } ，表現於位置空間，等價於波函數 {\displaystyle \psi (x)} 與 {\displaystyle x} 的乘積 {\displaystyle \Psi (x)} 。位置算符 {\displaystyle {\hat {x}}} 的位置空間表現是位算符 {\displaystyle {\hat {\mathfrak {x}}}} ，可以稱算符 {\displaystyle {\hat {\mathfrak {x}}}} 為位置算符。

## 本徵函數
假設，在位置空間裡，位置算符 {\displaystyle {\hat {\mathfrak {x}}}} 的本徵值為 {\displaystyle q} 的本徵函數是 {\displaystyle g_{q}(x)} 。用方程式表達，
{\displaystyle {\hat {\mathfrak {x}}}g_{q}(x)=qg_{q}(x)} 。
這方程式的一般解為，
{\displaystyle g_{q}(x)=g_{0}\delta (x-q)} ；
其中，{\displaystyle g_{0}} 是常數，{\displaystyle \delta (x-q)} 是狄拉克δ函數。
注意到 {\displaystyle g_{q}(x)} 無法歸一化：
{\displaystyle \int _{-\infty }^{\infty }\ g_{q}^{*}(x)g_{q}(x)\ dx=|g_{0}|^{2}\int _{-\infty }^{\infty }\ \delta ^{2}(x-q)\ dx={\mbox{?}}} 。
設定 {\displaystyle g_{0}=1} ，函數 {\displaystyle g_{q}(x)} 滿足下述方程式：
{\displaystyle \int _{-\infty }^{\infty }\ g_{q1}^{*}(x)g_{q2}(x)\ dx=\int _{-\infty }^{\infty }\ \delta (x-q1)\delta (x-q2)\ dx=\delta (q1-q2)} 。
這性質不是普通的正交歸一性，這性質稱為狄拉克正交歸一性。因為這性質，位置算符的本徵函數具有完備性，也就是說，任意波函數 {\displaystyle \psi (x)} 都可以表達為本徵函數的線性組合：
{\displaystyle \psi (x)=\int _{-\infty }^{\infty }\ \psi (q)g_{q}(x)\ dq} 。
雖然本徵函數 {\displaystyle g_{q}(x)} 所代表的量子態是無法實際體現的，並且嚴格而論，不是一個函數，它可以視為代表一種理想量子態，這種理想量子態具有準確的位置 {\displaystyle q} ，因此，根據不確定性原理，這種理想量子態的動量呈均勻分佈。

## 期望值
採用位置空間表現，設想一個移動於一維空間的量子粒子。在這裏，希爾伯特空間是 {\displaystyle {\mathcal {H}}=L^{2}(\mathbb {R} )} ，是實值定義域的平方可積函數的空間。:11兩個態向量的內積是 
{\displaystyle \langle \psi _{1}|\psi _{2}\rangle =\int _{-\infty }^{\infty }\psi _{1}^{*}(x)\psi _{2}(x)\,\mathrm {d} x} 。
對於任意量子態 {\displaystyle \psi } ，可觀察量 {\displaystyle x} 的期望值為
{\displaystyle \langle x\rangle \ {\stackrel {def}{=}}\ \langle \psi |{\hat {x}}|\psi \rangle } 。
位置算符 {\displaystyle {\hat {x}}} 作用於量子態 {\displaystyle |\psi \rangle } 的結果，表現於位置空間，等價於波函數 {\displaystyle \psi (x)} 與 {\displaystyle x} 的乘積，所以，
{\displaystyle \langle x\rangle =\int _{-\infty }^{\infty }\psi ^{\ast }(x)\,x\,\psi (x)\,\mathrm {d} x=\int _{-\infty }^{\infty }x\,|\psi (x)|^{2}\,\mathrm {d} x} 。
粒子處於 {\displaystyle x} 與 {\displaystyle x+dx} 微小區間內的機率是
{\displaystyle p(x)\mathrm {d} x=\psi ^{*}(x)\psi (x)\mathrm {d} x} 。
粒子位置與機率的乘積在位置空間的積分，就是粒子位置的期望值。

## 三維案例
推廣至三維空間相當直截了當，參數為三維位置 {\displaystyle \mathbf {r} } 的波函數為 {\displaystyle \psi (\mathbf {r} )} ，位置的期望值為:41-42
{\displaystyle \langle \mathbf {r} \rangle =\int _{\mathbb {V} }\mathbf {r} |\psi (\mathbf {r} )|^{2}\mathrm {d} ^{3}\mathbf {r} } ；
其中，{\displaystyle \mathbb {V} } 是積分體積。
位置算符 {\displaystyle \mathbf {\hat {\mathfrak {r}}} } 的作用為
{\displaystyle \mathbf {\hat {\mathfrak {r}}} \psi =\mathbf {r} \psi } 。

## 對易關係
位置算符與動量算符的對易算符，當作用於波函數時，會得到一個簡單的結果：
{\displaystyle [{\hat {x}},\ {\hat {p}}]\psi =({\hat {x}}{\hat {p}}-{\hat {p}}{\hat {x}})\psi =x{\frac {\hbar }{i}}{\frac {\partial \psi }{\partial x}}-{\frac {\hbar }{i}}{\frac {\partial (x\psi )}{\partial x}}=i\hbar \psi } 。
所以，{\displaystyle [{\hat {x}},\ {\hat {p}}]=i\hbar } 。這關係稱為位置算符與動量算符的對易關係。由於兩者的對易關係不等於 0 ，位置與動量彼此是不相容可觀察量。{\displaystyle {\hat {x}}} 與 {\displaystyle {\hat {p}}} 絕對不會擁有共同的基底量子態。一般而言，{\displaystyle {\hat {x}}} 的本徵態與 {\displaystyle {\hat {p}}} 的本徵態不同。
根據不確定性原理，
{\displaystyle \Delta A\ \Delta B\geq \left|{\frac {\langle [A,\ B]\rangle }{2i}}\right|} 。
由於 {\displaystyle x} 與 {\displaystyle p} 是兩個不相容可觀察量，{\displaystyle \left|{\frac {\langle [{\hat {x}},\ {\hat {p}}]\rangle }{2i}}\right|=\hbar /2} 。所以，{\displaystyle x} 的不確定性與 {\displaystyle p} 的不確定性的乘積 {\displaystyle \Delta x\ \Delta p} ，必定大於或等於 {\displaystyle \hbar /2} 。